# Doris Svensson
Doris Svensson, bürgerlich Doris Irene Olsson Marberg (* 1. Juli 1947 in Göteborg; † 15. Januar 2023 ebenda) war eine schwedische Pop- und Funk-Sängerin. Sie ist vor allem für ihr zweites Studioalbum Did You Give the World Some Love Today, Baby (1970) in Erinnerung geblieben, welches 1996 wiederveröffentlicht wurde und seitdem als Funk-Klassiker gilt. K. Ross Hoffman von AllMusic vergleicht Svensson mit Lulu, Dusty Springfield und Petula Clark.

## Biografie
Doris Svensson begann ihre Gesangskarriere 1960 mit 13 Jahren als Sängerin der Göteborger Gruppe The Strangers, auf deren Single Singing the Blues (1962) sie zu hören war. Es folgten einige Singles bei Columbia Records mit der Gruppe Plums, darunter Mama Didn't Lie (1966), welche es in die schwedischen Tio-i-topp-Charts schaffte. Das Promo-Video zu dem Song Wouldn't That Be Groovy (1969) wurde von einem jungen Lasse Hallström gedreht.
Es folgten in den späten 1960er Jahren einige Solo-Singles, darunter Coverversionen von Lulus ESC-Gewinnertitel Boom Bang-a-Bang und eine schwedische Version von Never My Love (als Aldrig, min vän) von The Association.
Im April 1970 nahm Svensson in den EMI-Studios in Stockholm unter der Regie des Komponisten, Jazzpianisten und Produzenten Berndt Egerbladh ihr zweites Studioalbum auf, welches noch vor Jahresende 1970 mit dem Titel Did You Give the World Some Love Today, Baby unter dem Mononym „Doris“ veröffentlicht wurde. Ihr Ehemann, Lucas Lindholm, spielt auf der Platte Bass und Janne Carlsson Schlagzeug. Das Album enthielt größtenteils Eigenkompositionen Egerbladhs, aber auch ein paar Coverversionen, darunter Whispering Pine von The Band oder I Wish I Knew von Billy Taylor.
Das Album fand ursprünglich keine große Beachtung. 1996 brachte die britische Plattenfirma Mr. Bongo Records jedoch eine CD-Version mit Bonustracks heraus, was Svensson zu einem neuen Publikum verhalf. Ihr Psychedelic-Jazz-Stück You Never Come Closer wurde daraufhin auf verschiedenen Compilations wie The Best Smooth Jazz... Ever! (2004) oder Pregnant Rainbows for Colourblind Dreamers: The Essence of Swedish Progressive Music 1967–1979 (2007) veröffentlicht. Die britische Zeitung Sunday Times bezeichnete den Song im Januar 2008 als eine Mischung aus „Jimi Hendrix und Björk“.
You Never Come Closer wurde 2005 von Madlib für den Song Closer seines Projekts Quasimoto gesampelt. Es ist zudem im Computerspiel Grand Theft Auto V zu hören, wo es bei dem fiktiven Radiosender FlyLo FM gespielt wird.
Die Datenbank Blaxploitation.com beinhaltete das Album Did You Give the World Some Love Today, Baby im Jahr 2005 auf ihrer Liste „Forty Essential Funk Albums“. Svenssons Musik wurde in Retro-Programmen diverser Radiosender wie BBC Radio 1 in Großbritannien, East Village Radio in New York City, Eesti Rahvusringhääling in Estland, Radio Fritz in Deutschland oder FBi in Australien gespielt.
Doris Svensson wurde 2018 in die Swedish Music Hall of Fame aufgenommen. Svensson lebte in Göteborg, wo sie am 15. Januar 2023 im Alter von 75 Jahren nach längerer Krankheit in einem Pflegeheim starb.

## Diskografie

### Studioalben
- 1969: Svenssons Doris! (Odeon E 054-34039)
- 1970: Did You Give the World Some Love Today, Baby (Odeon E 062-34193)

### Singles als The Strangers & Doris
- 1962: "Singing the Blues" / "Come Go With Me" (Polydor NH 10921)

### Singles mit Plums
- 1966: "Mama Didn't Lie" / "Let The Sunshine In" (Columbia DS 2333)
- 1967: "A Lover’s Concerto" / "Why Did You Go?" (Columbia DS 2349)
- 1968: "Benny Law" / "Swanee River" (Columbia DS 2373)
- 1968: "The Loco-Motion" / "You Made a Fool of Me" (Columbia DS 2395)

### Solo-Singles
- 1969: "Wouldn't That Be Groovy" / "One Fine Day" (Columbia DS 2423)
- 1969: "Aldrig, min vän" / "Boom Bang-a-Bang" (Columbia DS 2432)
- 1969: "Du som bara har sett vårar" / "Ta och tänk efter" (Columbia DS 2450)
- 1969: "Go Back to Daddy" / "What a Lovely Way" (Columbia DS 2453)
- 1969: "Don't Let It Rain" / "Flowers in the Morning" (Columbia 4E 006-34079 M)
- 1969: "Din mamma hon minns" / "Kärlekens ABC" (Columbia DS 2425)
- 1970: "Did You Give the World Some Love Today, Baby" / "Don't" (Odeon 4E 006-34194 M)
- 2002: "Don't" / "Beatmaker" (Zonophone Z 2002)

## Filmografie
- 1966: Popsan (Musikshow, zwei Folgen zusammen mit ihrer Gruppe Plums)
- 1969: Åsa-Nisse i rekordform (Kinofilm, Regie: Ragnar Frisk)
- 1969: Kram (Fernsehserie, Folge „Tjejer“)